# Pseudalbiorix
Genre
Pseudalbiorix est un genre de pseudoscorpions de la famille des Ideoroncidae.

## Distribution
Les espèces de ce genre se rencontrent à Cuba, au Mexique, au Guatemala et au Belize.

## Liste des espèces
Selon Pseudoscorpions of the World (version 3.0) :
- Pseudalbiorix armasi Barba & Pérez, 2007
- Pseudalbiorix muchmorei Barba & Pérez, 2007
- Pseudalbiorix reddelli (Muchmore, 1982)
- Pseudalbiorix veracruzensis (Hoff, 1945)

## Publication originale
- Harvey, Barba, Muchmore & Pérez, 2007 : Pseudalbiorix, a new genus of Ideoroncidae (Pseudoscorpiones, Neobisioidea) from central America. Journal of Arachnology, vol. 34, no 3, p. 610-626 (texte intégral).